# ローズマリー・アッカーマン

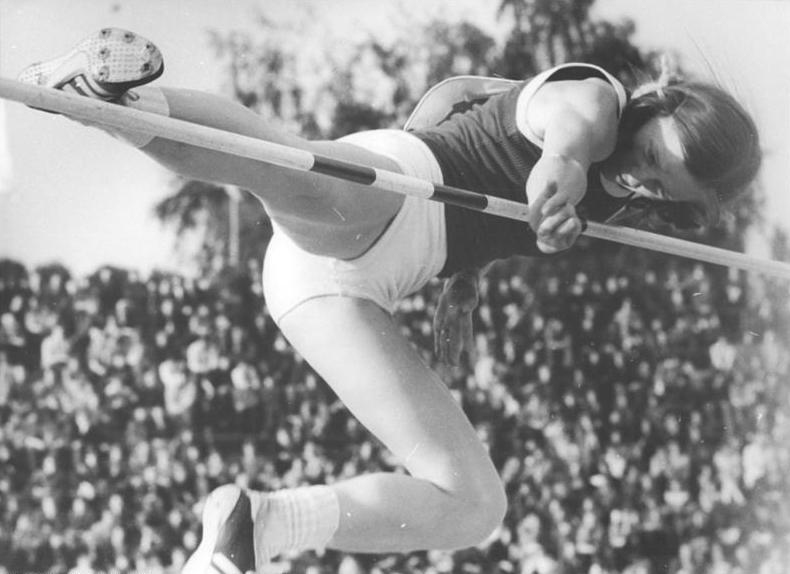
ベリーロールを行うアッカーマン（1974年）

ローズマリー・アッカーマン（Rosemarie Witschas-Ackermann、1952年4月4日 - ）は、東ドイツの陸上競技選手（走高跳）である。彼女は、1977年に女性としてはじめて2mの大台を突破したことで有名である。
跳躍法は当時主流になりつつあった背面跳びではなくベリーロールである。

## 世界新記録
- 走高跳　1.95m　(1974年9月8日)
- 走高跳　1.96m　(1976年5月8日)
- 走高跳　1.97m　(1977年8月14日)
- 走高跳　2.00m　(1977年8月26日)

## 主な実績
| 年   | 大会                   | 場所                       | 種目   | 結果 | 記録  |
| ---- | ---------------------- | -------------------------- | ------ | ---- | ----- |
| 1974 | ヨーロッパ室内選手権   | イェーテボリ(スウェーデン) | 走高跳 | 1位  | 1.90m |
| 1974 | ヨーロッパ選手権       | ローマ(イタリア)           | 走高跳 | 1位  | 1.95m |
| 1975 | ヨーロッパ室内選手権   | カトヴィツェ(ポーランド)   | 走高跳 | 1位  | 1.92m |
| 1976 | ヨーロッパ室内選手権   | ミュンヘン(西ドイツ)       | 走高跳 | 1位  | 1.92m |
| 1976 | オリンピック           | モントリオール(カナダ)     | 走高跳 | 1位  | 1.93m |
| 1977 | IAAF陸上ワールドカップ | デュッセルドルフ(西ドイツ) | 走高跳 | 1位  | 1.98m |
| 1978 | ヨーロッパ選手権       | プラハ(チェコスロバキア)   | 走高跳 | 2位  | 1.99m |